# دانکن (دبیرستان)
دانکن نام دبیرستانی است که در شهر دانکن ایالت آریزونا واقع شده است. این دبیرستان تنها دبیرستان تأیید شده زیر نطر اتحادیه مدارس ناحیه دانکن است و همچنین شامل یک مدرسه مقدماتی نیز می‌باشد.